# Séisme de 2022 en Papouasie-Nouvelle-Guinée
Le séisme de 2022 en Papouasie-Nouvelle-Guinée est un tremblement de terre qui s'est produit en Papouasie-Nouvelle-Guinée le 11 septembre 2022. La magnitude était entre 7,5 et 7,6. Le séisme a tué 21 personnes et en a blessés 42 autres.